# 머시 몬로

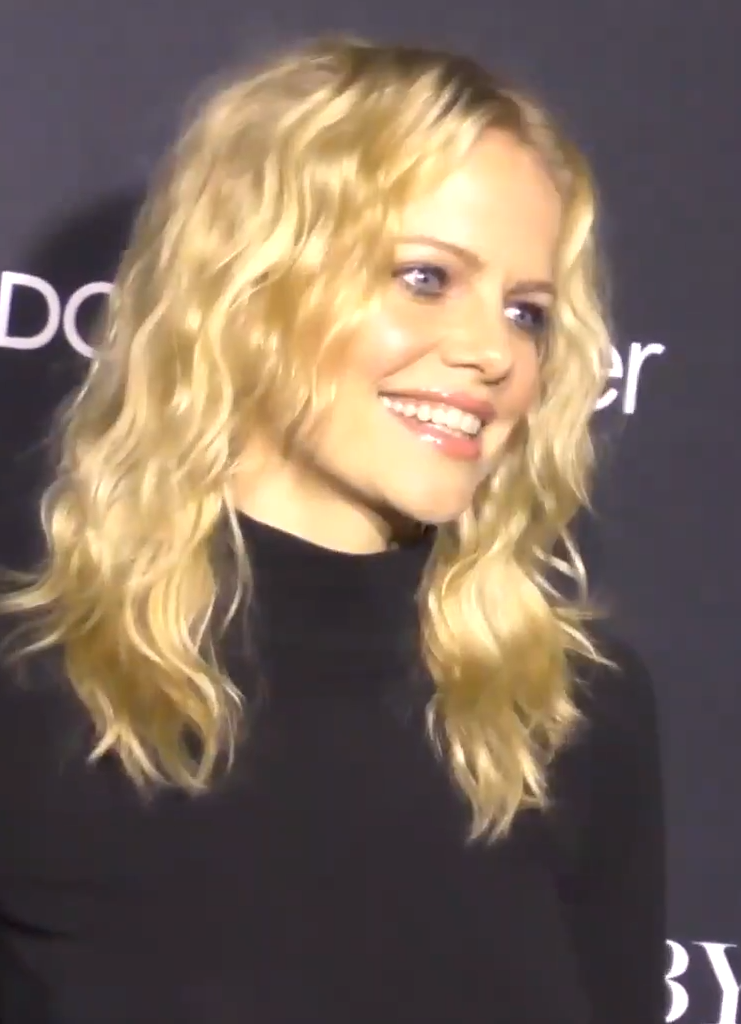

머세이아 먼로(Mircea Monroe, 1982년 11월 28일 ~ )는 미국의 배우, 모델이다.
세인트루이스에서 태어났다.

## 출연 작품
- 북클럽 (2018년) - 셰릴 역
- 닥터. 캐비 (2014년)
- 더 어글리 라이프 오브 어 뷰티풀 걸 (2014년) - 비비안 역
- 덤벨스 (2014년) - 킴 헤르츠 역
- 싱글 인 LA (2013년) - 세세 역
- 3 데이즈 오브 노멀 (2012년) - 닉키 골드 역
- 매직 마이크 (2012년) - 켄 여자친구 역
- 보이 토이 (2011년) - 노라 역
- 아메리칸 애니멀 (2011년)
- 체인지 업 (2011년) - 타티아나 역
- 블러드워크 (2012) - 스테이시 역
- 매드소즈 워 (2010년) - 콜린 역
- 하드 브레이커스 (2010년)
- 철권 (2010년) - 카라 역
- 그로스 (2009년) - 제이미 역
- 블루 스톰 2 (2009년) - 키미 역
- 파인딩 블리스 (2009년)
- 스크류 큐피드 (2008년)
- 패스트 걸 (2008년)
- 노 맨스 랜드 - 라이즈 오브 리커 (2008년)
- 보더랜드 (2007년)
- 이티비티티티 위원회 (2007년)
- 최고의 유산 (2006년) - 케이틀린 역
- 콘트랙트 (2006년)
- 올 소울 데이: 다이 드 로스 무에르토스 (2005년) - 릴리 화이트 역
- 테로닥틸 (2005년)
- 하우스 오브 더 데드 2 (2005년) - 사라 커티스 역
- 셀룰러 (2004년)

### 텔레비전
- 스튜디오 60 (2006)
- 스크럽스 (2007)
- 선스 오브 아나키 (2008)
- 척 (2011)
- 하트 오브 딕시 (2011-15)
- 에피소드 (2011-17)
- 화이트 칼라 (2012)
- 멘탈리스트 (2012)
- 내가 그녀를 만났을 때 (2013)
- 성질 죽이기 (2013)
- Impastor (2015-16)
- 헬's 키친 (2016)
- 루키 (2018-19)